# Schaefferia
Schaefferia Jacq. – rodzaj roślin należący do rodziny dławiszowatych (Celastraceae R. Br.). Obejmuje co najmniej 11 gatunków występujących naturalnie na obszarze od południowej części Stanów Zjednoczonych przez Amerykę Środkową aż po Amerykę Południową.

## Morfologia
PokrójKrzew dorastający do 1–2 m wysokości. Bardzo rozgałęziony. Pędy mają szare barwy.
LiścieZazwyczaj naprzemianległe, gładkie, bez ogonków liściowych. Mają długość 0,5–2,3 cm.
KwiatyPojedyncze lub zebrane w kwiatostany. Roślina jednopienna – kwiaty żeńskie i męskie są na osobnych okazach. Kwiaty są małe. Mają 4 działki kielicha o długości 0,5 mm. Mają 4 płatki o długości 3 mm i zielonkawej barwie.
OwoceJasnoczerwone i błyszczące pestkowce. Mają 3–5 mm długości oraz 2,5–4 mm grubości. Są okrągławe, lekko ściśnięte.

## Systematyka
Pozycja i podział według APWeb (2001...)
Rodzaj należący do rodziny dławiszowatych (Celastraceae R. Br.), rzędu dławiszowców (Celestrales Baskerville), należącego do kladu różowych w obrębie okrytonasiennych.
Wykaz gatunków
| - Schaefferia argentinensis Speg. - Schaefferia cuneifolia A. Gray - Schaefferia dietheri Herter - Schaefferia frutescens Jacq. - Schaefferia lottiae Lundell - Schaefferia oaxacana Standl. | - Schaefferia ovatifolia Lundell - Schaefferia pilosa Standl. - Schaefferia serrata Loes. - Schaefferia shrevei Lundell - Schaefferia stenophylla Standl. |